# Tadeusz Włodek
Tadeusz Włodek – szambelan króla Stanisława Augusta Poniatowskiego, jurgieltnik Jakoba Sieversa i Osipa Igelströma, cenzor sztuk teatralnych.

## Życiorys
Jako członek wskrzeszonej Rady Nieustającej zaproponował 30 kwietnia 1793 wydanie żądanych przez posła rosyjskiego uniwersałów sejmikowych. Na sejmie grodzieńskim popierał traktat rozbiorowy z Prusami. Był członkiem konfederacji grodzieńskiej 1793 roku. Mianowany komisarzem policji, wbrew woli króla uzyskał przywilej prasowy i wydawał w Warszawie Gazetę Krajową. Był agentem tajnej rosyjskiej siatki szpiegowskiej w Warszawie, w okresie poprzedzającym wybuch powstania kościuszkowskiego. Po trzecim rozborze wyjechał na Litwę. 
W 1795 roku otrzymał od króla Stanisława Augusta Poniatowskiego przywilej wydawania pisma. Pierwszy numer Kuriera Litewskiego ukazał się w 1796 roku w Grodnie. 1 kwietnia 1797 roku redakcja przeniosła się do Wilna. W 1815 roku Włodek sprzedał przywilej wydawania gazety Antoniemu Marcinowskiemu.